# Ernst Aichner
Ernst Aichner (* 11. Januar 1943 in Obergünzburg) ist ein deutscher Militärhistoriker. Er leitete von 1979 bis 2010 das Bayerische Armeemuseum.

## Leben

### Herkunft und Studium
Aichner wurde 1943 als Sohn eines Rechtsanwaltes im Allgäu geboren. Er besuchte zunächst die Volksschule seiner Heimatstadt Obergünzburg und legte 1963 sein Abitur an der Oberrealschule Kempten ab. Danach studierte er Deutsch, Geschichte und Erdkunde für das Höhere Lehramt sowie Bayerische Geschichte, Neuere Geschichte und Historische Hilfswissenschaften an der Ludwig-Maximilians-Universität München. Im Jahre 1974 wurde er bei Hans Rall an der Philosophischen Fakultät mit der Dissertation Der Ausbau und die beginnende Auflassung der bayerischen Landesfestung Ingolstadt (1848–1918) zum Dr. phil. promoviert.

### Beruf
1972 kam Aichner ans bayerische Armeemuseum nach Ingolstadt, zu dessen Leiter er 1979 wurde.
1986 erwarb Aichner für das Museum ein Konvolut von 6000 NS-Propaganda-Kunstwerken, die von den Vereinigten Staaten bei Ende des Zweiten Weltkrieges sichergestellt worden waren. Die Vereinigten Staaten hatten beim Verkauf zur Bedingung gemacht, dass diese Bestände museal aufgearbeitet werden. Einige der Kriegsgemälde ließ Aichner dem Deutschen Historischen Museum in Berlin und dem Militärhistorischen Museum der Bundeswehr in Dresden zukommen. Mit der Aufarbeitung der in Ingolstadt verbliebenen Objekte wollte Aichner allerdings warten, bis die geplante Abteilung zum Zweiten Weltkrieg eingerichtet sei.
Im gleichen Jahr stellte Aichner auch einen Starfighter im Museumshof auf, wobei andere Militärhistoriker anmerkten, dass ein Bezug des Exponats zur Geschichte der 1682 aufgestellten und 1918/19 aufgelösten bayerischen Armee schwer erkennbar sei.
Im Zusammenhang mit der bayerischen Landesgartenschau 1992 in Ingolstadt entwickelte Aichner ehrgeizige Erweiterungspläne für sein Museum. So sollten zusätzlich zum bisherigen, noch nicht voll genutzten Stammhaus im Neuen Schloss sämtliche historischen Militärbauten am südlichen Donauufer der Ingolstädter Altstadt für eine Erweiterung genutzt werden. Das Armeemuseum wäre damit das drittgrößte militärhistorische Museum Europas geworden. Ingolstädter Rechtsanwälte, Ärzte, Lehrer und Künstler fürchteten daher um Ingolstadts Ruf als Kulturstadt und gründeten mit dem örtlichen SPD-Landtagsabgeordneten Manfred Schuhmann die Initiative „Kultur statt Kanonen“, der Ingolstädter Autohersteller Audi sorgte sich gleichfalls um das Image seines Hauptsitzes.
Als erster Erweiterungsbau sollte die Dauerausstellung über den Ersten Weltkrieg im Reduit Tilly im Mai 1992 eröffnet werden, doch die Einweihung verzögerte sich immer wieder.
Als im März 1993 ein Zinnsoldat mit SS-Runen am Souvenirstand der Museumskasse zum Kauf angeboten wurde und im Museum deshalb polizeiliche Ermittlungen wegen Verwenden von Kennzeichen verfassungswidriger Organisationen angestellt wurden, soll Aichner gegenüber dem verantwortlichen Mitarbeiter angeordnet haben, die Angelegenheit zu vertuschen, und leugnete gegenüber Polizei, dem Donaukurier und seinem Kultusminister Hans Zehetmair den Sachverhalt. Zehetmair erklärte dazu auf eine Landtagsanfrage des Grünen-Fraktionsvorsitzenden Manfred Fleischer, dass er den Ausgang der Ermittlungen abwarte, aber unabhängig davon die Ausstellung von Gegenständen, die nicht mit der Geschichte der Bayerischen Armee zu tun hätten, als „Übereifer“ betrachte, der nicht in seinem Sinne sei. Schuhmann forderte von Zehetmair Aichners Ablösung. Doch aus den Reihen des Freundeskreises des Armeemuseums und örtlichen CSU erhielt Aichner Rückendeckung: So verkündete Hermann Regensburger wenige Tage vor seiner Ernennung zum Innenstaatssekretär anlässlich des 30-jährigen Jubiläums der Reservistenkameradschaft Ingolstadt im Armeemuseum, dass er, der Oberbürgermeister Peter Schnell und die (christsoziale) Stadtratsmehrheit stolz auf Aichners engagierte Arbeit seien und „Übereifer“ für ihn „ein Kompliment und kein Tadel“ sei. Der Mitarbeiter Aichners wurde wegen der Angelegenheit rechtskräftig zu einer Geldstrafe verurteilt. Das Verfahren gegen Aichner wurde eingestellt, und er blieb im Amt.
Auch das unter dem organisatorischen Dach des Armeemuseums untergebrachte Bayerische Polizeimuseum sollte schon seit Jahren eröffnet werden, doch auch hier wurde die Einweihung mehrfach verschoben und konnte erst nach Aichners Pensionierung erfolgen.
Doch Aichner gab seine Erweiterungspläne bis zuletzt nicht auf: Seine letzte größere Amtshandlung vor seiner Pensionierung  war die Eröffnung einer Ausstellung zur Geschichte der deutschen Gebirgstruppe von 1915 bis zur Gegenwart, bei der auch die Stiftung „Deutsche Gebirgstruppen“ gegründet wurde. Der wegen seines Verhältnisses zu Kriegsverbrechen der deutschen Wehrmacht umstrittene Kameradenkreis der Gebirgstruppe hat seine sämtlichen Exponate und alle Unterlagen in die Stiftung als Grundstock mit eingebracht.
Auch nach seiner Pensionierung blieb Aichner seinem Thema, der Ingolstädter Festungsbaugeschichte, treu und engagiert sich als Vorsitzender des Fördervereins Bayerische Landesfestung Ingolstadt e. V.

### Privates
Aichner ist verheiratet, Katholik und hat einen erwachsenen Stiefsohn.

## Schriften (Auswahl)
- mit Peter Jaeckel, Jürgen Kraus, Jürgen Schalkhaußer: Bayerisches Armeemuseum, Ingolstadt (= Museum. 1981, April). Westermann, Braunschweig 1981.
- mit Jürgen Kraus (Bearb.): Sonderausstellung Pioniere, Ingenieurtruppen in vier Jahrhunderten (= Veröffentlichungen des Bayerischen Armeemuseums. Bd. 2). Verlag Donau-Kurier, Ingolstadt 1981, ISBN 3-920253-15-9.
- (Hrsg.): Sonderausstellung aus Anlass der vor 300 Jahren erfolgten Errichtung des stehenden Heeres in Bayern, Bayerische Militärmaler von Beich bis Thöny (= Veröffentlichungen des Bayerischen Armeemuseums. Bd. 5). Verlag Donau-Kurier, Ingolstadt 1982, ISBN 3-920253-17-5.
- (Bearb.): Sonderausstellung Deutsche Gebirgstruppen vom 1. Weltkrieg bis zur Gegenwart (= Veröffentlichungen des Bayerischen Armeemuseums. Bd. 6). Bayerisches Armeemuseum, Ingolstadt 1983.
- mit Gerd Treffer, Siegfried Hofmann: Historisches Ingolstadt. Bayerische Verlagsanstalt, Bamberg 1988, ISBN 3-87052-386-7.
- (Hrsg.): Führer durch das Bayerische Armeemuseum Ingolstadt. 2 Bände, Creative-Verlag, Ingolstadt 1998.

- Band 1: Neues Schloß. ISBN 3-931341-12-7.
- Band 2: Reduit Tilly. ISBN 3-931341-13-5.